# Gulf Coaster
Gulf Coaster was een achtbaan in het Amerikaanse attractiepark Six Flags Great America en in California's Great America. De achtbaan is gebouwd door Bradley & Kaye, in opdracht van Marriott's Great America, de baan is een standaard little dipper model.

## Six Flags Great America versie
De versie in Six Flags Great America versie bleef maar één jaar staan. Door diverse problemen en brandjes werd de baan na afloop van seizoen 1976 gesloten. De baan is waarschijnlijk verkocht als schroot.

## California's Great America versie
De versie in California's Great America bleef staan van 1976 tot 1980. De achtbaan werd in tegenstelling tot de versie in Six Flags Great America niet geteisterd door brandjes. Na de sluiting is aangenomen dat de achtbaan werd verkocht als schroot.